# Cryptocephalus tamaricis
Cryptocephalus tamaricis là một loài bọ cánh cứng trong họ Chrysomelidae. Loài này được Solsky miêu tả khoa học năm 1867.